# Jüdischer Friedhof (Oświęcim)

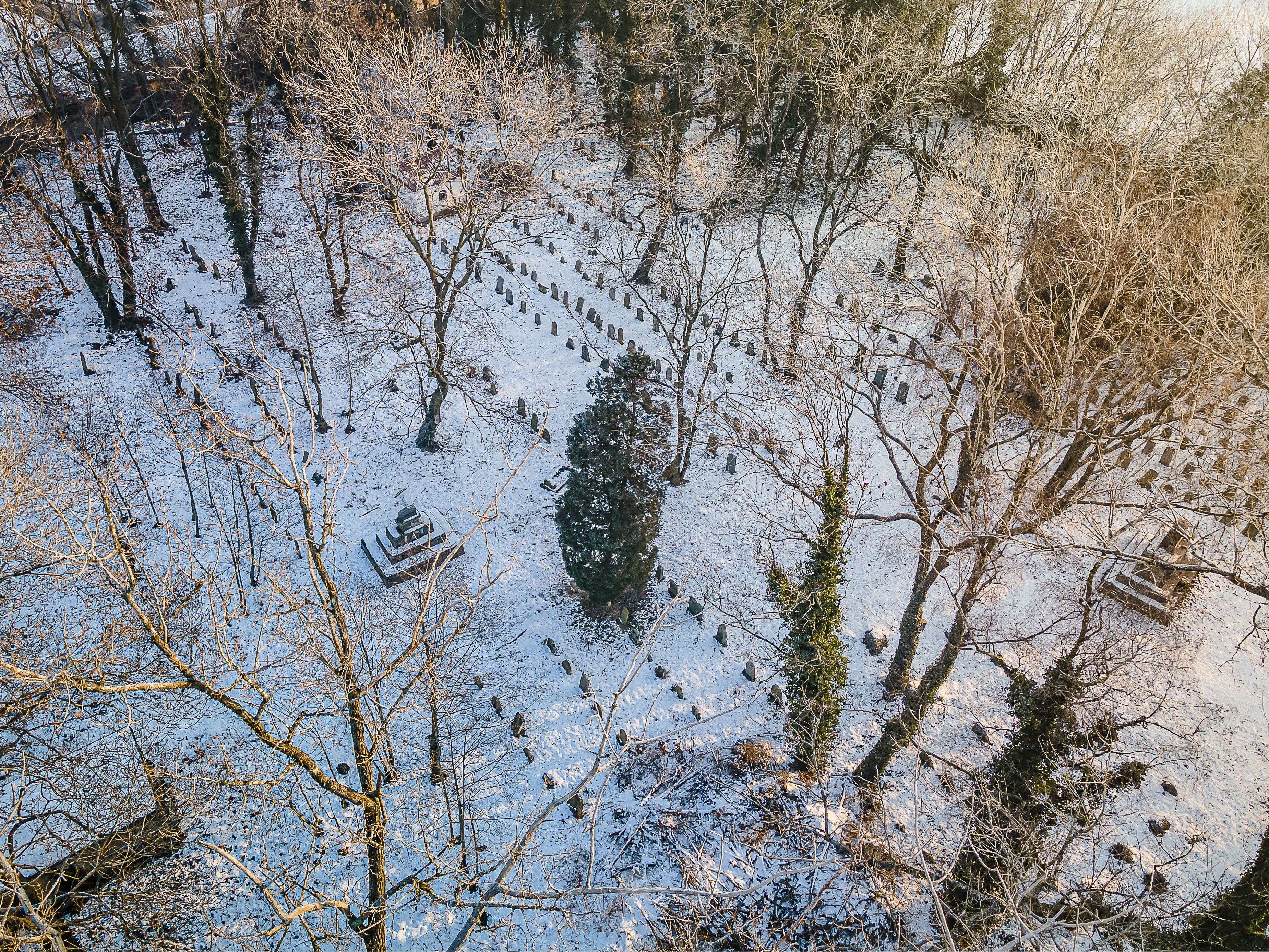
Jüdischer Friedhof, Oświęcim

Der jüdische Friedhof in Oświęcim (deutsch: Auschwitz), Polen, wurde während des Zweiten Weltkriegs von den Deutschen zerstört und nach dem Holocaust von zurückkehrenden jüdischen Überlebenden teilweise wiederhergestellt. Im kommunistischen Polen verfiel er und wurde erst in den 1990er Jahren vollständig restauriert.

## Geschichte
Es gab einen früheren jüdischen Friedhof in Oświęcim, dessen Standort jedoch verloren gegangen ist. Der frühere Friedhof wurde um 1588 angelegt (aus erhaltenen Dokumenten geht hervor, dass in diesem Jahr der örtlichen jüdischen Gemeinde Land für den Bau eines Friedhofs und einer Synagoge überlassen wurde). Der ursprüngliche Friedhof wurde Ende des 18. Jahrhunderts aufgrund von Vorschriften geschlossen, die die Verlegung der Friedhöfe aus den Innenstädten vorschrieben. Im Jahr 1784 wurde in Oświęcim ein Platz für einen neuen jüdischen Friedhof ausgewiesen, der heute noch besteht.
Der Friedhof wurde 1784 an der Kreuzung der Straßen Dąbrowskiego und Wysokie Brzegi angelegt. Ursprünglich umfasste er eine Fläche von 26 Zagonen (0,5 Hektar). Die jüdische Gemeinde zahlte 30 Złotys pro Jahr für das Gelände und beschäftigte auch einen eigenen Bestatter und Verwalter. Der älteste Matzevah, der auf dem Friedhof gefunden wurde, ist der Grabstein von Abraham Aba, dem Sohn von Asher Zelig, der am 21. Oktober 1757 starb. Der Grabstein befand sich ursprünglich auf dem ältesten Friedhof und wurde dann an den heutigen Standort versetzt. Die Matzevah trägt eine Inschrift in Hebräisch. Er wurde restauriert und ist im Jüdischen Museum im Jüdischen Zentrum Auschwitz ausgestellt.
Im Juli 1941 wurde der Friedhof von den deutschen Besatzungsbehörden geschlossen. Nach der Schließung wurde der Friedhof für Baumaterialien durchwühlt. Die Matzevot wurden als Baumaterial verwendet, in den Fluss Soła geworfen und anderswo in der Stadt liegen gelassen. Die Anwohner fanden sie nach Kriegsende an verschiedenen Orten wieder. Auch die Fläche des Friedhofs wurde drastisch verkleinert.

## Nach dem Krieg
Nach dem Krieg kehrten einige Juden nach Oświęcim zurück und bemühten sich um die Wiederherstellung des Friedhofs. In einem Brief des Jüdischen Komitees in Oświęcim an das Jüdische Komitee in Krakau aus dem Jahr 1946 heißt es:
„Das Gelände des Friedhofs ist nicht eingezäunt, und die Hälfte des Geländes ist komplett aufgegraben. Der Bau einer Friedhofsmauer ist dringend erforderlich, da das Gelände des Friedhofs als Durchgangsstraße genutzt wird. Eine große Anzahl von Denkmälern ist in verschiedenen Teilen der Stadt verstreut, und es ist daher notwendig, sie zu sammeln und auf dem Friedhof aufzustellen.“
Im Jahr 1947 gab es eine landesweite Spendenaktion unter der Leitung des Bürgerkomitees, um eine neue Mauer zu errichten und die noch vorhandenen Gräber zu schützen. Der Friedhof befand sich in einem baufälligen Zustand und wies einen riesigen Krater auf, der von Luftangriffen herrührte. Die Kampagne war erfolgreich und der Friedhof erhielt eine neue Mauer.
Anfang der 1960er Jahre hatten alle verbliebenen Juden die Stadt verlassen, und der Friedhof wurde wieder freigelegt. Im Jahr 1992 ging das Eigentum an die Stadt Oświęcim über. Im Jahr 1998 ging das Gelände in den Besitz der jüdischen Gemeinde in Bielsko-Biała über. Der Friedhof befand sich in einem ungepflegten Zustand und war von den örtlichen Behörden von Landraub bedroht.
Zwischen 1987 und 1988 finanzierte Asher Scharf aus New York, USA, umfangreiche Renovierungsarbeiten, darunter eine neue Mauer und Eingangstore. Matzevot wurden wieder aufgerichtet und zwei Lapidarien aus zerstörten Grabsteinen errichtet. Auch die Familie Sacher ließ ihr Ohel wieder aufbauen. Die Geschichte von Asher Scharf wird in dem Film Saved by Deportation von 2006 erzählt.

## Zeitgenössischer Friedhof

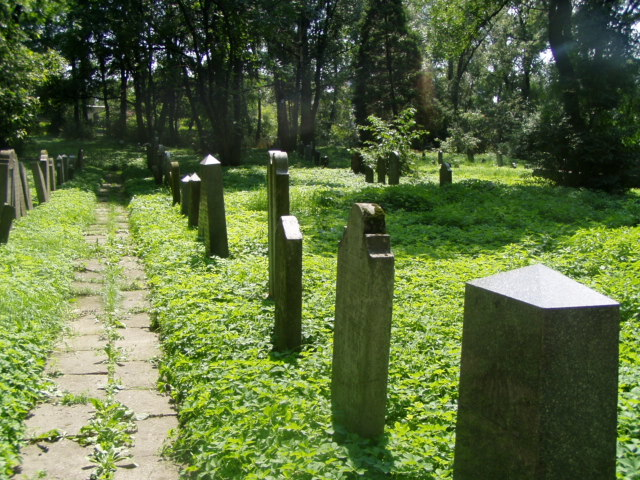
Friedhof – Blick auf die Allee

Im Dezember 2003 wurden 16 Grabsteine auf dem Friedhof von unbekannten Angreifern umgeworfen. Einige Tage zuvor waren zwei große Hakenkreuze auf die Friedhofsmauer gemalt worden. Diese wurden von der Stadtpolizei entfernt.
Seit 2014 haben Freiwillige der Matzevah-Stiftung, der Aktion Sühnezeichen Friedensdienst (ASF) und lokale Freiwillige mehrere Abschnitte der Außenmauer repariert, die Matzevot in 25 Betonständern aufgestellt und einen Kiesweg angelegt, der zu einem Ohel im hinteren Teil des Friedhofs führt. Ebenfalls seit 2014 steht der Friedhof unter Denkmalschutz. Laut dem Nationalen Institut für kulturelles Erbe und seinem Denkmalregister ist der Friedhof einer der am besten erhaltenen und gut restaurierten Friedhöfe in Kleinpolen; die erhaltenen Grabsteine haben einen beträchtlichen künstlerischen Wert und die Landschaft mit viel Grün hat Parkcharakter.

## Grabsteinformen
Klassische flache Matzevot aus Sandstein sind die vorherrschende Form auf dem jüdischen Friedhof in Oświęcim. Aufgrund des Materials werden diese Grabsteine oft delaminiert und verfallen mit der Zeit. Andere Formen auf dem Friedhof sind Obelisken und kleine vertikale Grabsteine.
Auf den Grabsteinen wurden häufig dekorative oder symbolische Darstellungen angebracht, die mit der Symbolik und Mystik des Judentums in Verbindung stehen. Die häufigsten Symbole auf dem Friedhof von Oświęcim sind die Motive einer Krone, einer Palme und eines fünfarmigen Kerzenleuchters.

### Matzevot

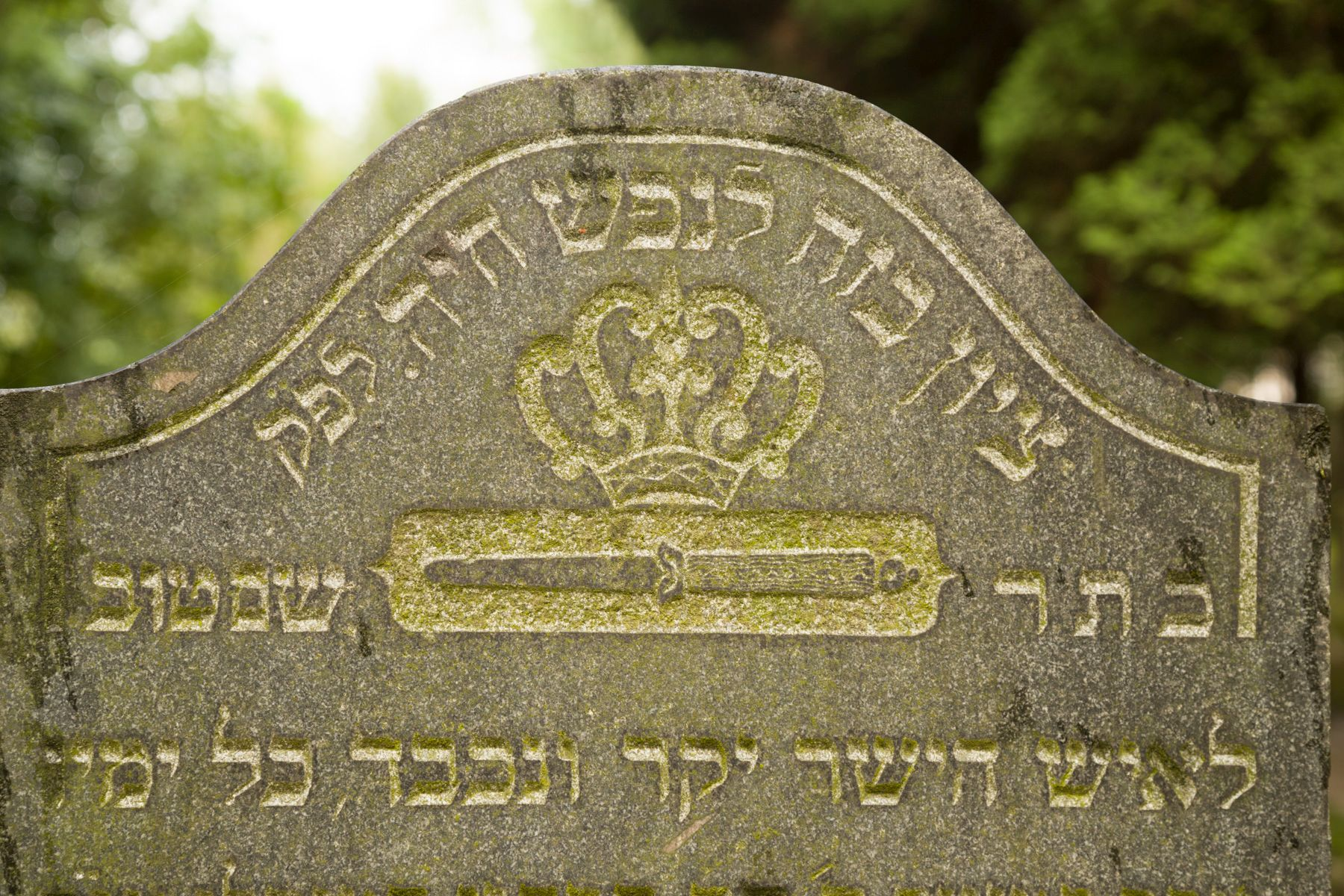
Matzewa

Die Matzevot auf dem Friedhof haben die typische Form eines stehenden Rechtecks, das mit einem Rundbogen oder manchmal auch mit einem Giebel geschlossen ist. Sie enthalten in der Regel dekorative, symbolische Elemente oder die Anfangsformel einer Inschrift. Bei einigen Grabsteinen ist der Textteil durch ein profiliertes Gesims von der Oberseite getrennt. Auf der Vorderwand der Matzevah befindet sich eine Inschrift, meist in hebräischer Sprache. Auf einigen Gräbern von Ehepaaren gibt es Zwillingsmatzevot, die mit Rundbögen geschlossen sind.
Der älteste Matzevah, der auf dem Friedhof gefunden wurde, ist der Grabstein von Abraham Aba, der am 21. Oktober 1757 starb. Er wurde restauriert und befindet sich jetzt in der Dauerausstellung des Jüdischen Zentrums Auschwitz.

### Obelisken
Der Obelisk ist ein monolithischer, vierseitiger Pfahl, der sich nach oben hin verjüngt und oben, auf dem Sockel und dem Sockel, abgeschnitten ist. Die Inschriften befinden sich sowohl auf dem Sockel als auch im oberen Teil des Obelisken (wo sich auch dekorative und symbolische Elemente befinden). Denkmäler dieser Art wurden von wohlhabenderen Bürgern (darunter die Familie Haberfeld) finanziert.

### Steles
Die Form einer Stele besteht aus vertikalen Platten, die mit zwei Halbsäulen geschlossen sind und von einem Giebel gekrönt werden, der meist die Form eines Bogens oder Dreiecks hat. Zwischen den Halbsäulen befindet sich meist eine Inschriftentafel, und auf der Oberseite sind symbolische Darstellungen angebracht.

## Standort und Besuch
Der Friedhof wird verschlossen gehalten. Ein Schlüssel ist für Besucher im Jüdischen Zentrum Auschwitz in Oświęcim erhältlich.